# Landschaftsschutzgebiet Hellbach
Das Landschaftsschutzgebiet Hellbach mit etwa 4 ha Flächengröße liegt nordwestlich vom Weiler Lüerdisser Bruch im Stadtgebiet von Lemgo. Es wurde 2009 mit dem Landschaftsplan Lemgo durch den Kreistag des Kreises Lippe als Landschaftsschutzgebiet (LSG) ausgewiesen. Die Bundesstraße 238 teilt das Schutzgebiet. Teils grenzen Häuser im Süden des LSG direkt an.

## Beschreibung
Das LSG umfasst einen etwa 800 m langen naturnahen Abschnitt des Hellbaches mit begleitendem Auwald und zum Teil brachgefallenem Grünland. „Der nur schwach mäandrierende Bach fließt durch einen feuchten, stellenweise quelligen Erlenauwald. Im westlichen Schutzgebietsteil grenzt auf beiden Seiten des Baches Feuchtgrünland an. Von Süden führt ein kleiner Seitenbach, begleitet von Erlenwald sowie einer Feuchtbrache, dem Bach Wasser zu.“ 
Zum Wert des Schutzgebietes führt der Landschaftsplan aus: „Das Landschaftsschutzgebiet hat als Refugial- und Vernetzungsbiotop in einem landwirtschaftlich genutzten Umfeld eine hohe Bedeutung.“

## Schutzzwecke für das LSG
Laut Landschaftsplan erfolgte die Ausweisung des LSG
- „zur Erhaltung und Wiederherstellung der Leistungsfähigkeit des Naturhaushaltes in ökologisch besonders wertvoll strukturierten Bereichen mit Wasser-, Klima- und Biotopschutzfunktionen,“
- „zur Erhaltung und Wiederherstellung von Quellbereichen und naturnahen Fließgewässern, Wald- und Grünlandbereichen unterschiedlicher Feuchtestufen, Feldgehölzen, Hecken und Obstwiesen,“
- „zur Erhaltung morphologisch ausgeprägter Bereiche zur Sicherung der landschaftlichen Eigenart und Vielfalt für die Erholung,“
- „zur Erhaltung wertvoller Biotopkomplexe aus Wald-Grünlandbereichen, Fließgewässern und Quellen sowie Biotopen nach § 62 LG mit wichtigen Refugial-, Puffer-, Trittstein- und Vernetzungsfunktionen,“
- „zur Erhaltung und Wiederherstellung wichtiger Rückzugsräume für die bedrohte Tier- und Pflanzenwelt,“
- „zur Sicherung der das Orts- und Landschaftsbild gliedernden und belebenden und die dörflichen Siedlungsstrukturen prägenden Freiraumelemente.“[1]

## Rechtliche Vorschriften
Im Landschaftsschutzgebiet ist unter anderem das Errichten von Bauten und Fischteichen verboten. Grün- und Brachland darf nicht in eine andere Nutzungsart umgewandelt oder umgebrochen werden.